# USS LST-32
O USS LST-32 foi um navio de guerra norte-americano da classe LST que operou durante a Segunda Guerra Mundial.

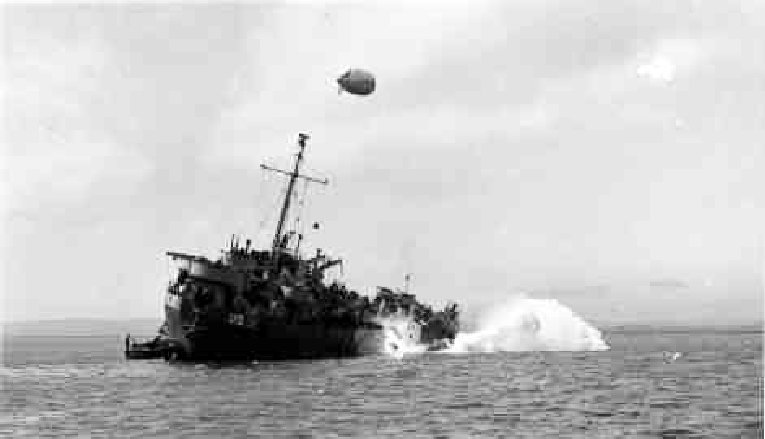
USS LST-32 Lançando um LCT em data e local desconhecidos.